# Nesogobius hinsbyi
Nesogobius hinsbyi är en fiskart som först beskrevs av Mcculloch och Ogilby, 1919.  Nesogobius hinsbyi ingår i släktet Nesogobius och familjen smörbultsfiskar. IUCN kategoriserar arten globalt som livskraftig. Inga underarter finns listade i Catalogue of Life.